# Базой
Базо́й (рос. Базой) — село у складі Кожевниковського району Томської області, Росія. Входить до складу Чилінського сільського поселення.

## Населення
Населення — 564 особи (2010; 602 у 2002).
Національний склад (станом на 2002 рік):
- росіяни — 99 %